# Easy Go (エレファントカシマシの曲)
「Easy Go」は、エレファントカシマシの楽曲。30周年ツアーを経て発表され、2018年5月25日アルバム『Wake Up』から先行配信された。テレビ東京系ドラマ25『宮本から君へ』の主題歌。

## 概要
真利子哲也監督から最初に依頼されたのは2016年ごろで、テレビドラマ版(2018年)「宮本から君へ」の主題歌として製作した。THE BLUE HEARTS、Hi-STANDARD、Ken Yokoyama、グリーンデイなどに強い影響を受けながら作った。サポートギターとして佐々木貴之がレコーディングに参加。
ミュージック・ビデオは、「風と共に」「RESTART」「今を歌え」に引き続き丹修一が監督を務めている。公式YouTubeチャンネルではショートバージョンが公開され、フルサイズは、アルバム『Wake Up』の初回限定盤のDVDに収録された。
2018年6月15日の日本テレビ系列ワイドショー『スッキリ』にバンドで出演、生披露した。

## 収録曲
| #         | タイトル    | 作詞・作曲 | 編曲             | 時間 |
| --------- | ----------- | ---------- | ---------------- | ---- |
| 1.        | 「Easy Go」 | 宮本浩次   | 宮本浩次 村山☆潤 | 4:37 |
| 合計時間: | 合計時間:   | 合計時間:  | 合計時間:        | 4:37 |